# Алманія — Ласкаво просимо в Німеччину
«Алманія - Ласкаво просимо в Німеччину» (нім. Almanya – Willkommen in Deutschland) - німецький комедійний фільм режисера Ясемина Шамберели .   Прем'єра фільму пройшла на 61-му Берлінському кінофестивалі, фільм виграв Deutscher Filmpreis 2011 у номінаціях Найкращий сценарій та Найкращий фільм.
У трагікомедії порушується питання ідентичності та приналежності для колишніх турецьких заробітчан у Німеччині та їхніх нащадків.
Фільм вийшов у прокат 10 березня, він став четвертим найкасовішим німецьким фільмом у 2011 році з 1,5 мільйона глядачів.

## Нагороди
- 2011 - Deutscher Filmpreis